# فنسنت سانت جون
فنسنت سانت جون (بالإنجليزية: Vincent Saint John)‏ هو ناشط سلام أمريكي، ولد في 1876 في نيوبورت في الولايات المتحدة، وتوفي في 1929 في سان فرانسيسكو في الولايات المتحدة.

## روابط خارجية
- فنسنت سانت جون على موقع ميوزك برينز (الإنجليزية)